# Teheran
Teheran (pers. ‏تهران‎ Tehran) – stolica i największe miasto Iranu, będące również centrum administracyjnym prowincji o tej samej nazwie. Teheran leży u stóp masywu górskiego Elburs i rozciąga się na wysokości od około 1100 m n.p.m. do 1800 m n.p.m., zajmując obszar 658 kilometrów kwadratowych. Teheran jest największym miastem Bliskiego Wschodu i liczy 12,2 mln mieszkańców (2012), zaś aglomeracja – 16,1 mln mieszkańców (2012). Posiada też gęstą sieć dróg i autostrad, znaczący dla kraju węzeł kolejowy oraz dwa porty lotnicze. Na terenie miasta ulokowane są liczne muzea, centra sztuki, kompleksy pałacowe i centra kulturalne, a w promieniu kilkudziesięciu kilometrów – znane ośrodki narciarskie.
Ponad połowa irańskiego przemysłu znajduje się w Teheranie. Stanowią go fabryki samochodów, podzespołów elektronicznych, urządzeń elektrycznych, przemysłu zbrojeniowego, włókienniczego, cukrowego, cementowego i chemicznego. Jest to również centrum sprzedaży dywanów i mebli. W pobliżu Teheranu znajduje się także rafineria.
Na terenie miasta leży najdłuższa ulica Bliskiego Wschodu – Waliasr – ciągnąca się z centrum Teheranu na północ przez ok. 20 km. Na jej trasie znajduje się wiele dużych placów takich jak: plac Waliasr, plac Wanak, plac Tadżrisz – pełnią one rolę punktów odniesienia.
W XX wieku Teheran przyjął wielką emigrację ludzi z terenu całego Iranu zróżnicowanych zarówno etnicznie, jak i religijnie. Miasto jest wypełnione historycznymi meczetami, kościołami, synagogami i zoroastriańskimi świątyniami ognia.

## Historia
Początki historii Teheranu nie są znane. Przez długi czas miasto rozwijało się w cieniu dużo większego ośrodka miejskiego Rej, ważnego ośrodka na Jedwabnym Szlaku, zniszczonego w XIII wieku przez Mongołów.
Prawdopodobnie pierwszym Europejczykiem odwiedzającym Teheran był Ruy Gonzáles de Clavijo, kastylijski ambasador podróżujący do Samarkandy, ówczesnej stolicy Timurydów.
Teheran został stolicą Persji w dniu koronacji Aghi Mohammada w 1795 roku i pozostaje nią nieprzerwanie do dziś.
W czasie II wojny światowej Teheran został zajęty przez wojska brytyjskie i sowieckie. W dniach 28 listopada – 1 grudnia 1943 roku w mieście odbyła się tzw. konferencja teherańska, w której udział brali m.in. Franklin Delano Roosevelt, Winston Churchill i Józef Stalin.
Na terenie miasta znajduje się m.in. cmentarz polskich żołnierzy, zmarłych w czasie II wojny światowej, w czasie marszu armii gen. Władysława Andersa.
11 marca 1946 islamiści zabili w Teheranie intelektualistę Ahmeda Kasrawiego. Była to pierwsza ofiara 10-letniej serii zamachów terrorystycznych.
W 1968 ogłoszona została Proklamacja teherańska.
Mohammad Reza Pahlawi, rządzący Iranem w latach 1953–1979, systematycznie niszczył teherańskie zabytki, uznając je za element niepasujący do wizji nowoczesnego miasta. W ich miejscu wybudowano nowoczesne budynki, a zabytki które przetrwały do dziś, są często zasłonięte przez nowe konstrukcje.
Podczas wojny z Irakiem Teheran stał się celem ataków przy użyciu rakiet Scud. Zniszczenia zostały szybko odbudowane, a Teheran stał się celem imigracji ludności z terenów objętych wojną. W połączeniu z gwałtownym wzrostem urodzeń w ostatnich dwóch dekadach XX wieku spowodowało to masową budowę bloków mieszkalnych, które dziś stanowią dominujący element architektury miasta.
27 stycznia 2023 w Teheranie doszło do ataku na ambasadę Azerbejdżanu. W wyniku strzelaniny jedna osoba zginęła, a dwie zostały ranne.

## Zabytki
- Pałac Golestan
- Zespół pałacowy Sa’adabad
- Katedra św. Sarkisa

## Klimat

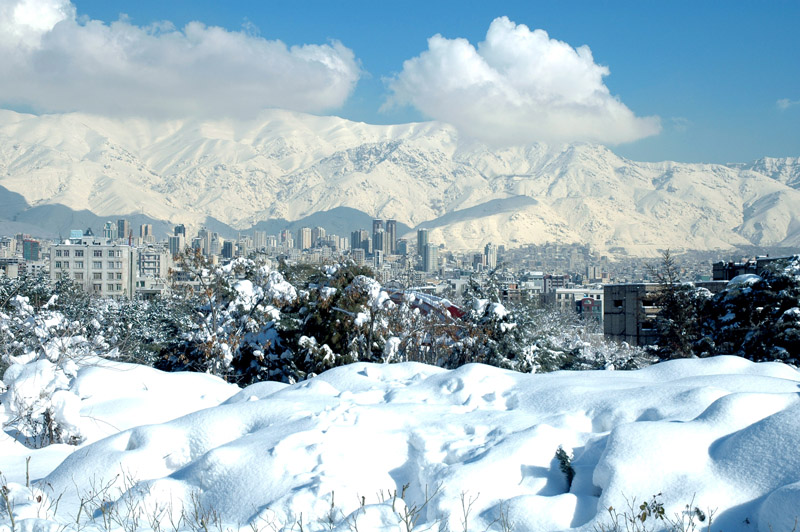
Północny Teheran ze szczytem Toczal w oddali

Teheran na północy osłonięty jest górami Elburs, sięgającymi 4000 m n.p.m., zaś na południu sąsiaduje z pustynią. Sprawia to, że w granicach miasta zauważalne są różnice w klimacie.
Wiosny w Teheranie są łagodne, choć temperatury rosną szybko i w trakcie suchego i gorącego lata często przekraczają 35 °C. Zima zaczyna się zazwyczaj w grudniu i trwa około 4 miesięcy. Sporadycznie towarzyszą jej opady śniegu i lekkie mrozy, szczególnie w nocy.
W styczniu 2008 Teheran nawiedziły wyjątkowo obfite opady śniegu, powodując przerwy w ruchu samochodowym i lotniczym. Zamknięte tymczasowo były również szkoły i urzędy.
Najgorętszym miesiącem jest lipiec (średnio od 24 °C w nocy do 37 °C w dzień), najzimniejszym styczeń (średnio –0,5 °C w nocy do 8 °C w dzień).

## Demografia
Choć większość mieszkańców stanowią Persowie, potężny napływ ludności w XX wieku sprawił, że Teheran stał się miastem wielonarodowym. Najliczniejszą mniejszością są Azerowie. Inne mniejszości to Ormianie, Kurdowie, Beludżowie, Bachtiarowie, Asyryjczycy, Tałyszowie i Mazandaranie. Wojny w Iraku i Afganistanie spowodowały też znaczny wzrost liczby imigrantów arabskich i afgańskich.
Mimo że oficjalną religią Iranu jest islam szyicki, Teheran stanowi dom dla wielu wyznawców innych wyznań. Mieszkają w nim chrześcijanie, żydzi perscy, zaratusztrianie oraz wyznawcy prześladowanej przez państwo religii – bahaizmu.

## Transport
Teheran posiada bogatą sieć dróg i autostrad oraz sześć linii metra. Jest też ważnym węzłem kolejowym, ze stacją Teheran.
Lotnictwo cywilne Teheranu obsługują 2 lotniska:
- Mehrabad, zlokalizowane w centrum miasta, obsługujące głównie przeloty w granicach kraju oraz pielgrzymki do Mekki,
- Lotnisko Imama Chomeiniego, zlokalizowane 30 km na południe od granicy miasta, obsługujące prawie wszystkie połączenia międzynarodowe.

## Galeria

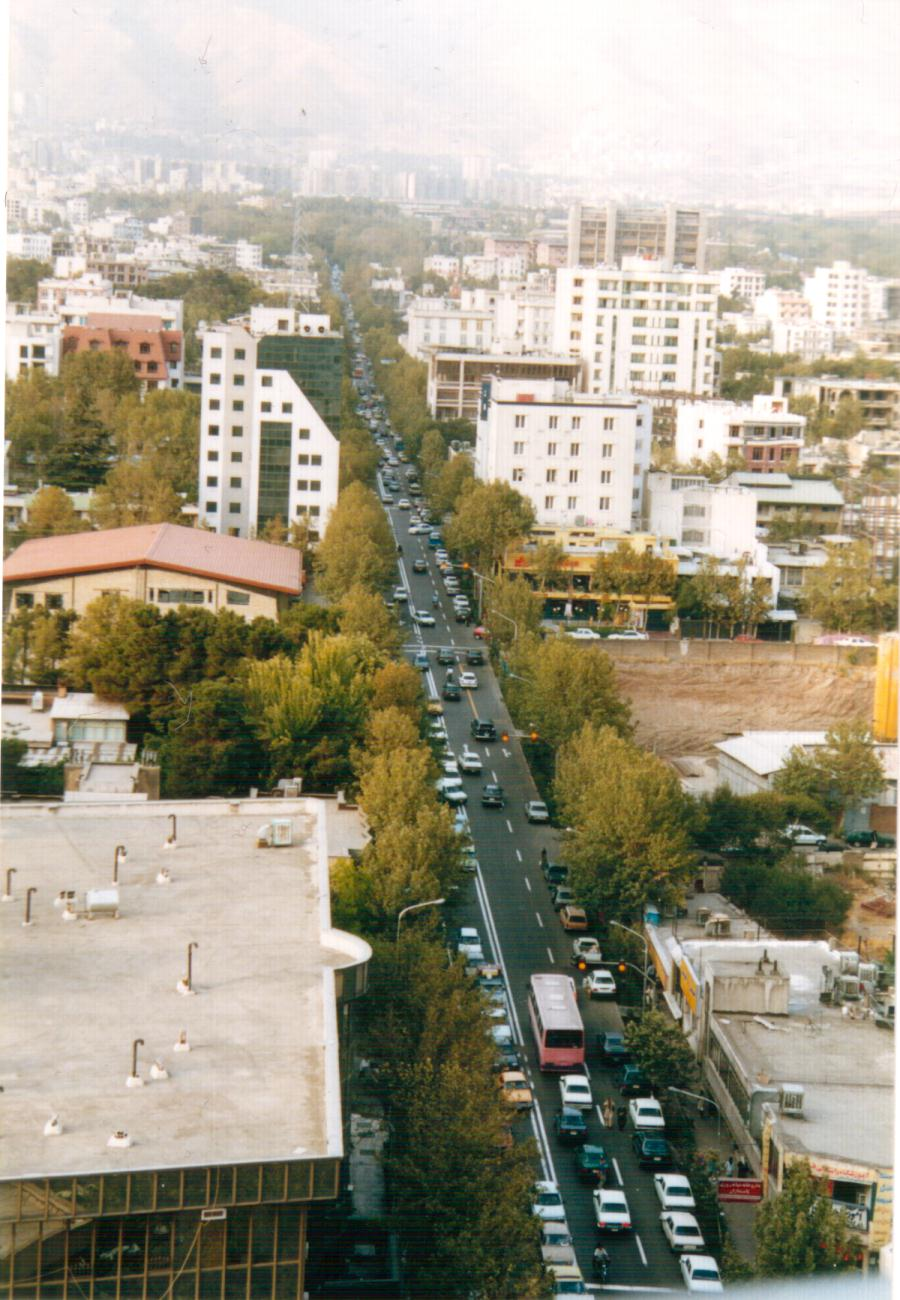
Ulica Pasdaran w Teheranie
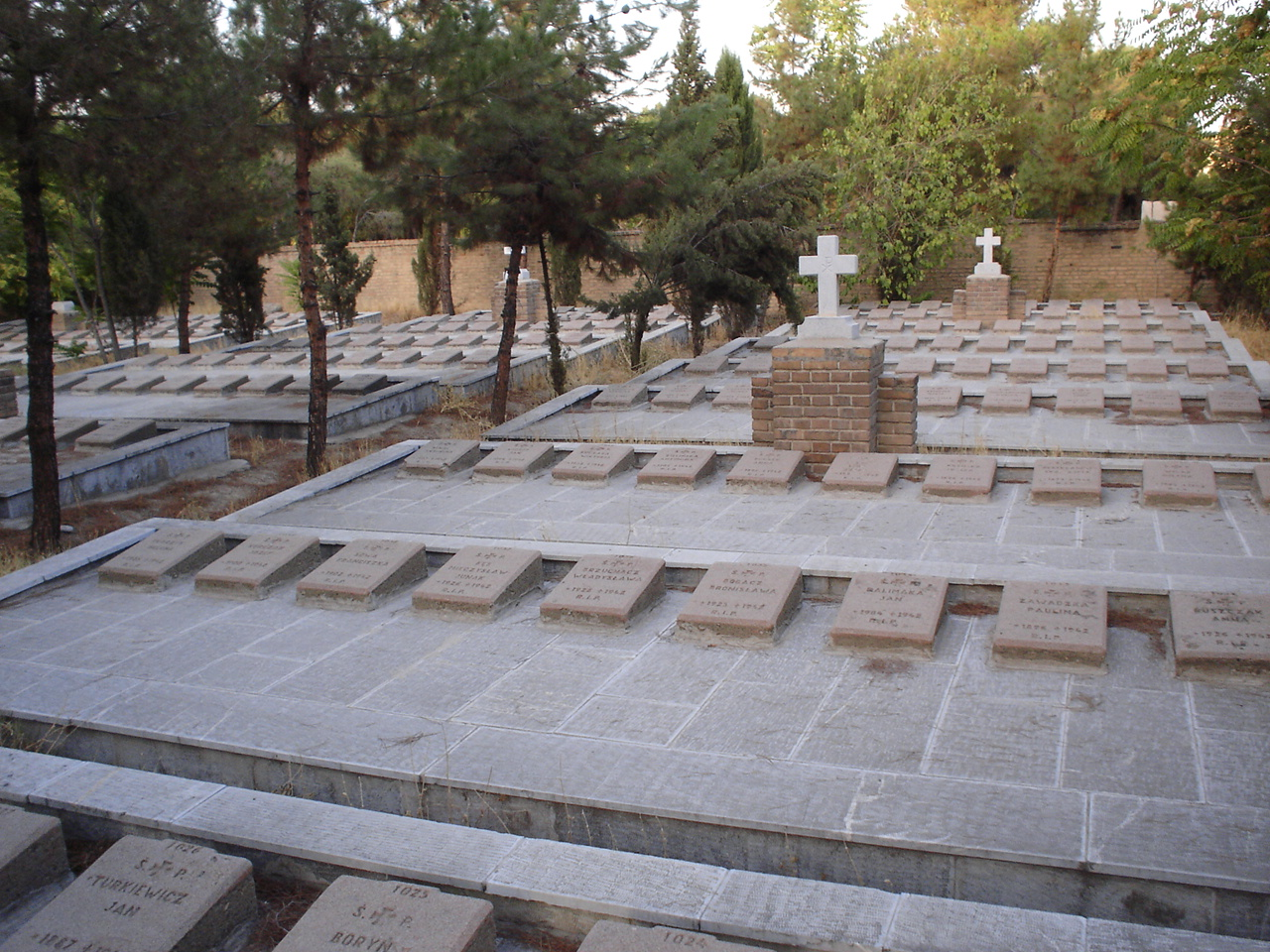
Polski cmentarz wojskowy w Teheranie

## Miasta partnerskie
- Caracas (Wenezuela)
- Dubaj (ZEA)
- Duszanbe (Tadżykistan)
- Hawana (Kuba)
- Los Angeles (USA)
- Mińsk (Białoruś)
- Pekin (Chiny)
- Pretoria (RPA)